# Trolltinden (Antarktika)
Der Trolltinden (norwegisch für Trollzinne) ist ein Berg im ostantarktischen Königin-Maud-Land. In der Gjelsvikfjella ragt er als mittlerer und höchster dreier Gipfel in der Umgebung der Troll-Station auf.
Wissenschaftler des Norwegischen Polarinstituts benannten ihn 2007.